# Sampo Terho
Sampo Johannes Terho, född 20 september 1977 i Helsingfors, är en finländsk politiker (Blå framtid, tidigare Sannfinländarna). Han var ledamot av Finlands riksdag sedan 2015 fram till valet 2019 efter att ha blivit invald med 10 067 röster från Helsingfors valkrets. Till utbildningen är Terho filosofie magister från Tammerfors universitet. Han var ordförande för högerradikala organisationen Finskhetsförbundet 2010–2017 och var ledamot av Europaparlamentet 2011–2015. När Blå framtid bildades 2017 vid splittringen av Sannfinländarna, blev han det nya partiets ordförande. År 2019 efterträddes han som partiledare av Kari Kulmala.